# 矢量-H
矢量-H （英語：Vector Heavy）是美国航天公司矢量发射公司正在开发的计划中的两级或三级轨道一次性运载火箭，用于覆盖商业小卫星（立方星）发射部分。它计划成为矢量-R的扩展型，将有效载荷运力增加一倍以上。 矢量发射公司于2019年12月停止运营后，火箭的未来开发被非正式取消。

## 发射场

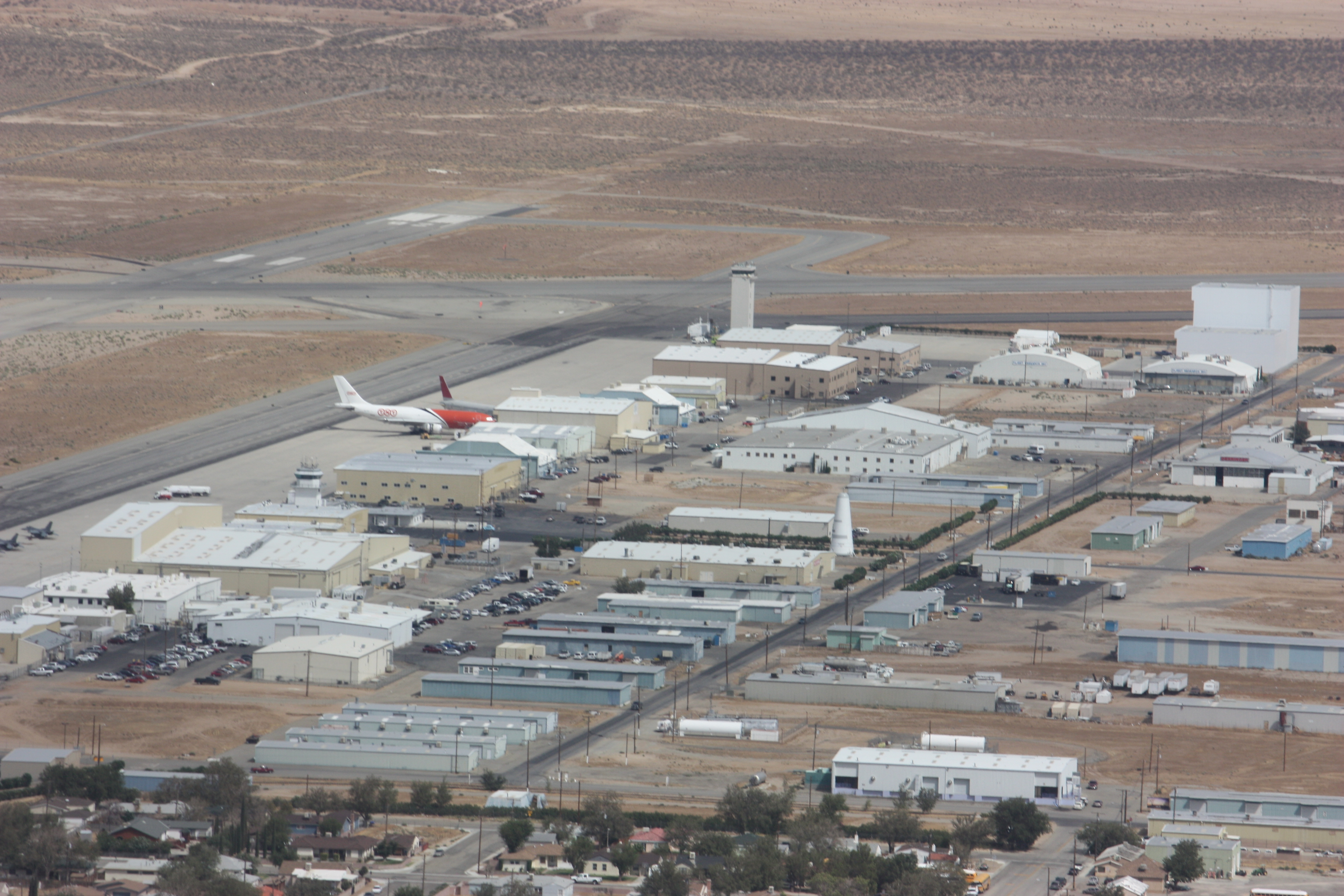
莫哈韦太空港

矢量发射公司计划使用卡纳维拉尔角太空军基地LC-46、卡姆登航天港和太平洋航天港综合体。 此外，矢量发射公司还研究了添加更多最小基础设施发射台，这些发射台可能位于美国陆地上，也可能将在海上驳船上发射火箭。 